# Karl Leuthner
Karl Leuthner, uváděn též jako Karl Leutner (12. října 1869 Padochov – 8. května 1944 Vídeň), byl rakouský sociálně demokratický politik, na počátku 20. století poslanec Říšské rady, v meziválečném období poslanec rakouské Národní rady.

## Biografie
Vychodil střední školu v Brně a pak studoval práva na Vídeňské univerzitě, ale nedokončil ji. Seznámil se s Victorem Adlerem. Angažoval se v Sociálně demokratické straně Rakouska. Od roku 1895 byl redaktorem listu Arbeiter-Zeitung.
Na počátku 20. století se zapojil i do celostátní politiky. Ve volbách do Říšské rady roku 1911 získal mandát v Říšské radě (celostátní zákonodárný sbor) za obvod Dolní Rakousy 13. Usedl do poslanecké frakce Klub německých sociálních demokratů. Ve vídeňském parlamentu setrval až do zániku monarchie.Profesně byl k roku 1911 uváděn jako redaktor Arbeiter-Zeitung.
V rámci sociální demokracie patřil k pravicovému křídlu, které bylo ovlivněno národními myšlenkami a podporovalo koncept Mitteleuropy navržený Friedrichem Naumannem. V roce 1918 patřil mezi jasné stoupence anšlusu zbytku Rakouska k Německu a odmítal koaliční vládu sociálních demokratů a křesťanských sociálů. Sám přispěl ke konci této vlády velké koalice, když se utkal v parlamentu ostře s křesťanským sociálem Leopoldem Kunschakem.
Po válce zasedal v letech 1918–1919 jako poslanec Provizorního národního shromáždění Německého Rakouska (Provisorische Nationalversammlung), následně od 4. března 1919 do 9. listopadu 1920 jako poslanec Ústavodárného národního shromáždění Rakouska a pak byl od 10. listopadu 1920 do 1. října 1930 a znovu od 2. prosince 1930 do 17. února 1934 poslancem rakouské Národní rady, stále za rakouskou sociálně demokratickou stranu. Společně s Otto Glöckelem se pokusil prosadit jednotný školský systém.
Po roce 1934 se zcela stáhl mimo veřejný a politický život.